# Cửu Đỉnh (nhà Nguyễn)
Cửu Đỉnh của Nhà Nguyễn (tiếng Hán: 阮朝九鼎) là chín cái đỉnh bằng đồng, đặt ở trước sân Thế miếu trong Hoàng thành Huế. Cửu Đỉnh được vua Minh Mạng ra lệnh đúc vào mùa đông năm 1835 và khánh thành vào ngày 1 tháng 3 năm 1837.
Lấy ý tưởng từ Cửu đỉnh của nhà Hạ ở Trung Quốc, vua Minh Mạng ban chỉ dụ cho Nội các vào tháng 10 âm lịch năm Ất Mùi (1835), ra lệnh cho Nội các cùng bộ Công đôn đốc công việc đúc Cửu Đỉnh. Tháng 5 âm lịch năm Bính Thân (1836), phần thô của chín đỉnh đúc xong. Nhưng phải mất gần 8 tháng sau, Cửu Đỉnh mới được chính thức hoàn thành. Buổi đại lễ diễn ra vào ngày 1 tháng 3 năm 1837 để đặt đỉnh ở sân Thế Miếu dưới sự chủ trì của vua Minh Mạng. Trong thời kỳ chiến tranh Đông Dương rồi chiến tranh Việt Nam, theo đó là suy thoái của thời kỳ bao cấp (1975 - 1991), Cửu Đỉnh vẫn không dời chuyển và còn nguyên vẹn tới ngày nay.
Cửu Đỉnh gồm chín cái đỉnh đồng, mỗi đỉnh có một tên riêng ứng với một thuỵ hiệu của mỗi vị hoàng đế triều Nguyễn. Trên mỗi đỉnh, người ta đều chạm khắc 17 bức họa tiết và 1 bức họa thư, gồm các chủ đề về vũ trụ, núi sông, chim thú, sản vật, vũ khí,...tập hợp thành bức tranh toàn cảnh của đất nước Việt Nam thống nhất thời Nhà Nguyễn.

## Chế tác

### Khởi công
Đỉnh là thứ trọng khí được đúc bằng kim loại, thường có hai quai (tai) và ba chân, nguyên nghĩa là đồ để nấu ăn thời xa xưa. Nhưng đỉnh cũng là tượng pháp để tượng trưng cho quyền lực thống trị của nhà nước quân chủ..
Trước thời vua Minh Mạng, các chúa và vua Nhà Nguyễn đã cho đúc nhiều vạc đồng để xác định quyền uy của triều đại. Đỉnh kì thực chính là vạc nhưng mặt khác, đỉnh có ý nghĩa thiêng liêng tôn kính hơn. Theo quan niệm Dịch học, quẻ Đỉnh (鼎卦) gồm quẻ Ly (離卦) ở trên và quẻ Tốn (巽卦) ở dưới, mà tự quẻ Ly đã có đức thông minh, sáng suốt, quẻ Tốn có đức vui, thuận. Vậy quẻ Đỉnh có đủ đức sáng suốt, vui thuận, đắc trung, cương nhu ứng viện nhau để làm việc đời, hanh thông, rất tốt. Do đó theo truyền thuyết, khi Hạ Vũ trị thủy, chia chín châu, đúc cửu đỉnh đặt ở kinh đô nhà Hạ. Thành Thang diệt Hạ Kiệt, lấy cửu đỉnh của nhà Hạ mang về kinh đô nhà Thương. Chu Vũ Vương diệt Trụ Vương, lại dời cửu đỉnh về Lạc Ấp. Với ý nghĩa ấy của cửu đỉnh, tháng 10 âm lịch năm 1835, vua Minh Mạng xuống dụ chỉ cho Nội các, sai đúc cửu đỉnh riêng cho triều đại của mình, triều Nguyễn. Dụ chỉ như sau:
| “           | Đỉnh là để tỏ ra ngôi vị đã đúng, danh mệnh đã tụ lại. Thực là đồ quý trọng ở nhà tôn miếu. Xưa các minh vương đời Tam đại lấy kim loại do các quan mục bá chín châu dâng cống, đúc chín cái đỉnh để làm vật báu truyền lại đời sau. Quy chế điển lễ ấy thực to lớn lắm ! Trẫm kính nối nghiệp trước, vâng theo đường lối rõ ràng. Nay muốn phỏng theo đời xưa, đúc chín cái đỉnh để ở nhà Thế miếu... Đó là để tỏ ý mong rằng muôn năm bền vững, dõi truyền đời sau. Chuẩn cho quan phần việc theo đúng kiểu mẫu mới định mà đúc. | ” |
| — Minh Mạng | |   |

Nhà vua phái hai viên quan khoa đạo và hai viên quản vệ đôn đốc tiến hành công việc, quan lại ở bộ Công cũng phải thường xuyên xem xét.

### Thiết kế và chế tạo
Sử sách không ghi rõ về quá trình thiết kế, vẽ kiểu Cửu Đỉnh nên rất khó để xác định xem hình dáng của Cửu Đỉnh bây giờ có phải được giữ nguyên như thiết kế ban đầu hay đã bị sửa đổi trong quá trình chế tạo. Nhìn chung, cả chín chiếc đỉnh đều có dáng chung giống nhau: bầu tròn, cổ thắt, miệng loe, trên miệng có hai quai, dưới bầu có ba chân. Ở phần cổ đỉnh, bên phải ghi năm đúc đều là "Minh Mạng thập lục niên Ất Mùi" tức là năm 1835. Nhưng mỗi đỉnh cũng có nét riêng. Cũng là quai đỉnh hình chữ U úp, nhưng góc đáy của nó ở các Cao đỉnh, Nhân đỉnh, Dụ đỉnh và Huyền đỉnh thì vuông góc, còn ở các đỉnh khác lại uốn cong. Mặt quai thì tùy đỉnh mà bện thừng, cong vỏ măng, cong lòng máng, phẳng bẹt hay có gờ, triện hoặc để trơn. Phần lớn cổ các đỉnh có hình lòng máng, nhưng ở Cao đỉnh, Dụ đỉnh lại để thẳng. Vành miệng của Thuần đỉnh, Dụ đỉnh và Huyền đỉnh đều cong nửa vỏ măng, còn ở các đỉnh khác thì thẳng đứng với gờ vuông. Vai nhiều đỉnh có gờ đơn hoặc gờ kép, nhưng một số đỉnh để trơn. Đáy bầu đỉnh phần lớn cong một phần của khối cầu, nhưng ở một số đỉnh khác lại bằng và hơi lõm lên. Chỉ có chân Dụ đỉnh là được tạo đáy thẳng hơi chếch, còn ở các đỉnh khác đều công dạng chân quỳ. Các mảng hình được chạm trên bàu của đỉnh, mỗi đỉnh có 18 mảng hình..

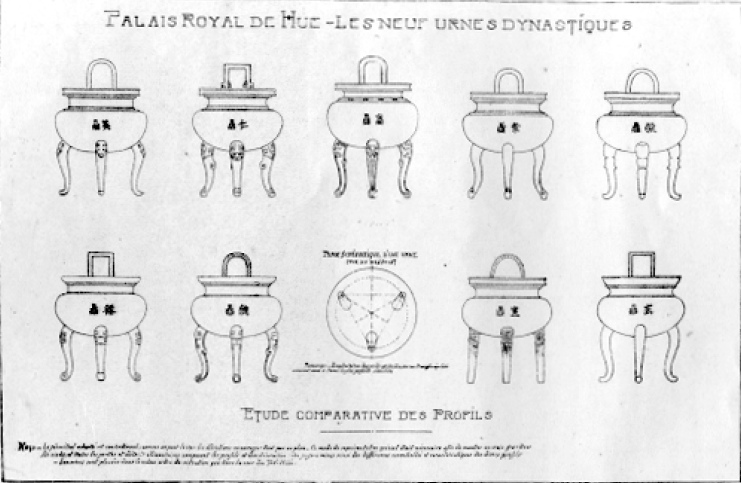
Hình vẽ Cửu Đỉnh triều Nguyễn trên tập san Bulletin des amis du vieux Hué (BAVH, tạm dịch: "Những người bạn của Cố đô Huế") năm 1914

Nguyên liệu đúc Cửu Đỉnh do triều đình cung cấp, gồm hai nguyên liệu chính là đồng và kẽm, có thể thêm chì, thiếc… lấy từ trong kho hoặc các phế khí hay những vật phẩm bằng đồng không cần dùng nữa. Tổng khối lượng đồng để đúc chín đỉnh là 22473 kg nhưng cũng có tài liệu ghi số liệu là 22088 kg.

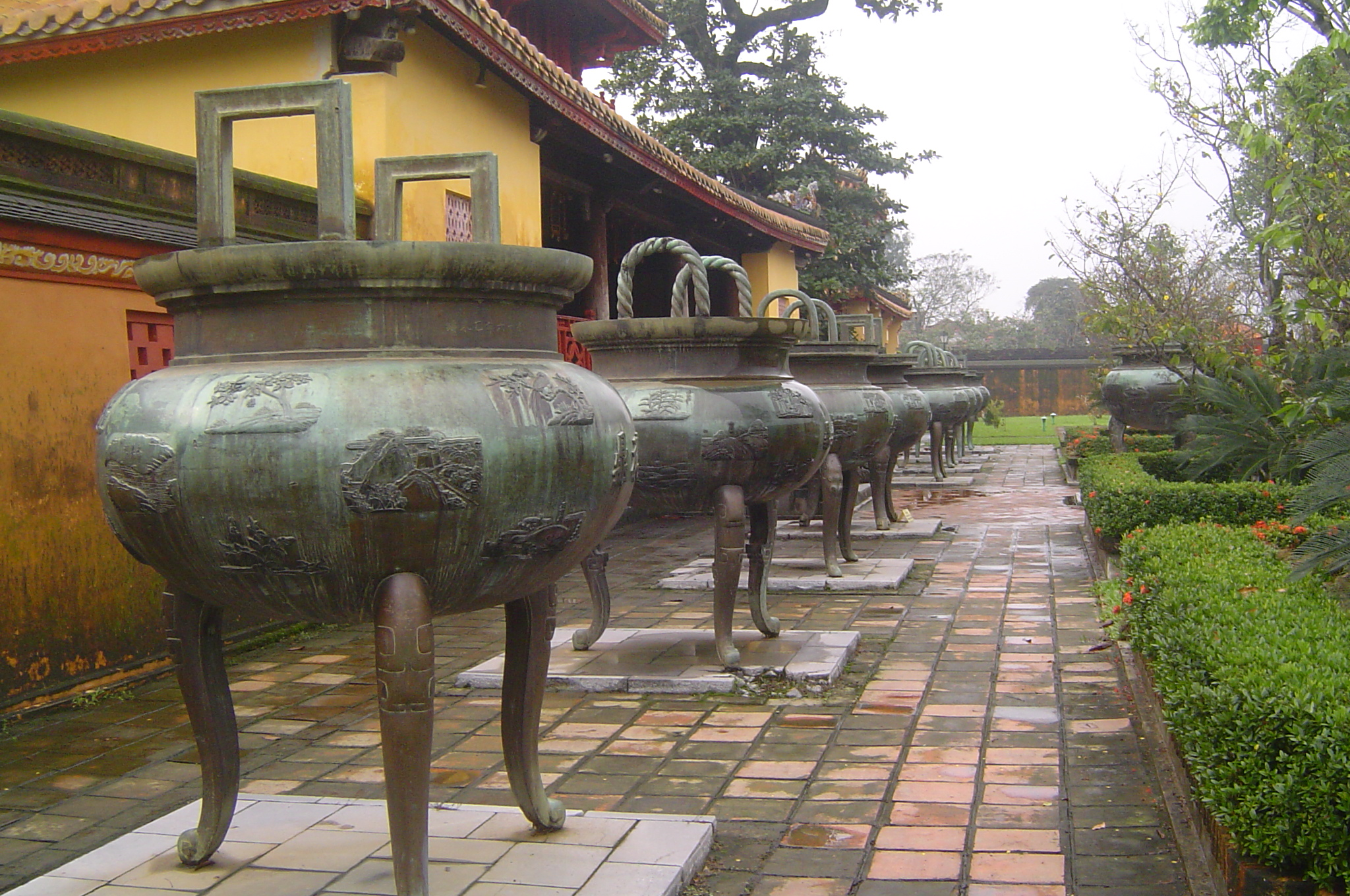
Chín đỉnh đồng trước sân Hiển Lâm Các

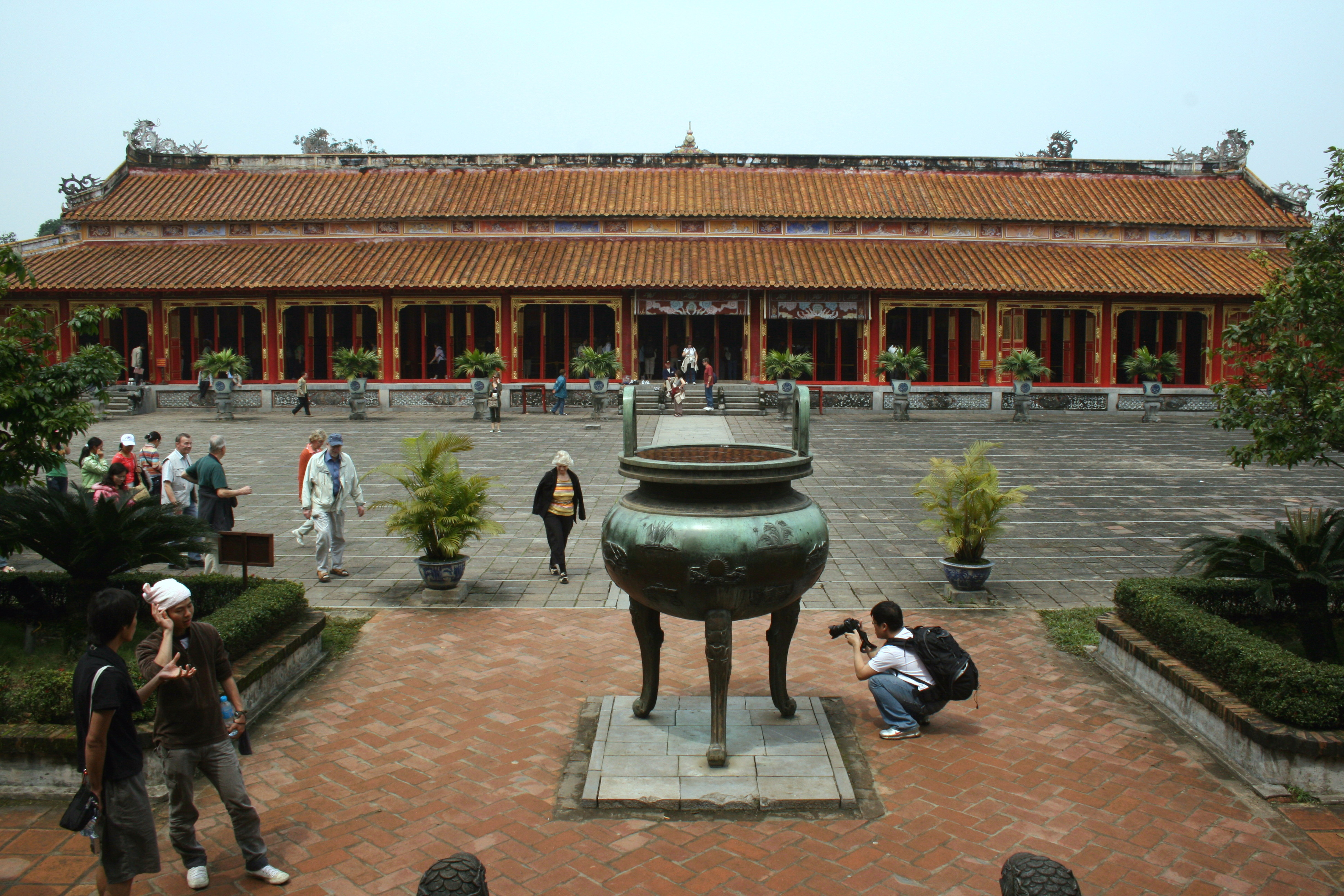
Cao đỉnh và Thế Miếu

Quá trình chế tạo Cửu Đỉnh gồm nhiều khâu, cơ bản là các công đoạn kỹ thuật như làm khuôn, nấu đồng và đúc đỉnh.
- Khuôn đúc: được làm bằng đất sét dẻo và giấy dó ở phần mặt khuôn giáp hiện vật, và đất sét trộn trấu luyện kỹ ở xưởng khuôn. Cửu Đỉnh có khối hình lớn, phức tạp, cần độ bền vững tuyệt đối nên phải đúc liền khối. Do dáng hình của mẫu vật và sự phức tạp của các hình trang trí, nên đỉnh cần phải ghép nhiều mảnh khuôn, khi đúc xong phá bỏ để lấy hiện vật[4].
- Nấu đồng: Hợp kim đồng đã được pha chế theo đúng tỷ lệ cần thiết, được bỏ cùng với than vào hệ thống cơi ống đã được nung đỏ. Nhờ các luồng gió được thổi liên tục từ lò bễ qua ống máng làm than cháy đổ và do đó hợp kim đồng chảy ra rơi xuống nồi cơi, tiếp tục đổ hợp kim đồng đã hơ nóng vào cho đến khi lượng đồng trong các lò đủ đúc một đỉnh, thì thợ đúc dùng que sắt hơ nóng quấy đều nước đồng ở mỗi nồi cơi cho cặn bã nổi lên để dùng muỗng múc bỏ đi. Để đúc mỗi chiếc đỉnh, người ta cần phải có đến 60 lò nấu đồng, mỗi lò chỉ nấu được từ 30–40 kg đồng[4].
- Đúc đỉnh: Nồi cơi được đậy lại bằng vung đất trấu rấm ướt, khiêng đến hố khuôn đúc, đổ đồng vào các chậu rót. Do đồng chả khắp khuôn là đông ngay, nên khi đúc phải đổ liên tục, hết nồi nước cơi đồng này sang nồi nước cơi đồng khác cho đến khi đầy mỗi đỉnh. Khi khuôn đỉnh được rót đầy hợp kim đồng rồi phải giữ yên cho đến khi nguội mới được lấy lên khỏi hó, và tháo khuôn ra để lấy đỉnh. Phần quai được đúc riêng rồi hàn gắn vào miệng đỉnh[4].

Cửu Đỉnh đúc xong vào tháng 5 âm lịch năm 1836. Vua Minh Mạng xuống lệnh chọn thợ khéo chạm khắc các hình trang trí chạm nổi vào mỗi đỉnh. Nhân đó, nhà vua thưởng cho người Đốc biện và binh lính trông coi một tháng tiền lương, thợ và người làm thưởng chung cho 300 quan tiền. Đồng thời, vua cũng sai bộ Lễ sắm sửa lễ vật tạ ơn thần linh giúp đỡ cho việc đúc Cửu Đỉnh được thành công. Tuy vậy, công việc gắn hình chạm nổi mất khá nhiều thời gian. Việc gì đến cũng phải đến, 8 tháng sau, vào mùa xuân năm 1837, Cửu Đỉnh chính thức hoàn thành.

### Khánh thành
Đại lễ khánh thành và đặt Cửu Đỉnh diễn ra vào ngày 1 tháng 3 năm 1837 tức ngày quý mão tháng giêng âm lịch năm Đinh Dậu, niên hiệu Minh Mạng thứ 18. Đích thân hoàng đế Minh Mạng đứng ra chủ trì buổi lễ. Chín chiếc đỉnh lần lượt được đặt ở sân của Thế Miếu, sát với Hiển Lâm Các, dưới chân mỗi đỉnh đều kê bằng tảng đá.
Bắt đầu buổi lễ, nhà vua cùng quần thần đến miếu tế cáo. Lễ xong, nhà vua dụ bảo các quan rằng:
| “           | Trẫm xem xét đời xưa, đúc đỉnh theo hình các vật, nhưng đồ cổ [truyền lại] còn ít, những người biên chép ghi lại có chỗ không đúng, chép ra toàn là [hình dạng] của vạc nấu ăn, còn như đỉnh cao lớn và nặng, thì không những gần đây không có mà đến đời Tam đại cũng ít nghe thấy. Nay bắt chước người xưa mà lấy ý thêm bớt, đúc thành chín đỉnh to, sừng sững đứng cao, nguy nga kiên cố, không chút sứt mẻ, đáng làm của báu, con con cháu cháu, giữ mãi không bao giờ hết. Vậy thông dụ cho 31 trực tỉnh và thành Trấn Tây đều được biết. | ” |
| — Minh Mạng | |   |

.
Ngày hôm sau, vua Minh Mạng thiết triều ở điện Thái Hòa, quần thần đều cúi lạy chúc mừng. Nhà vua ban yến cho các quan văn võ từ ngũ phẩm trở lên, đồng thời xuống lệnh thưởng hậu cho các viên giám tu, đốc biện và các thợ đúc Cửu Đỉnh. Quan lại trấn thủ ở các tỉnh đều dâng biểu chúc mừng.
Trải qua hơn 170 năm biến động, Cửu Đỉnh vẫn không hề thay đổi vị trí, còn lại nguyên vẹn cho tới ngày nay.

## Vị trí và đặc điểm

### Vị trí
Cửu Đỉnh đặt ở trước Hiển Lâm Các theo một hàng ngang, đối diện với Thế Miếu, phía nam hoàng thành Huế. Cao đỉnh được đặt ở trên đường thần đạo chạy từ Miếu Môn qua Hiển Lâm Các đến gian giữa của Thế Miếu - nơi đặt án và khám thờ vua Gia Long. Cao đỉnh kê ở chính giữa trong số Cửu Đỉnh và là đỉnh duy nhất được nhích về phía trước 3 mét với hàm ý tôn vinh vị vua sáng lập triều đại.
Lấy Cao đỉnh làm chuẩn, bên trái lần lượt là Nhân đỉnh, Anh đỉnh, Thuần đỉnh, Dụ đỉnh; bên phải lần lượt là Chương đỉnh, Nghị đỉnh, Tuyên đỉnh, Huyền đỉnh. Nhân đỉnh đối diện với án thờ vua Minh Mạng, Chương đỉnh dối diện với án thờ vua Thiệu Trị, Anh đỉnh đối diện với án thờ vua Tự Đức, Nghị đỉnh đối diện với án thờ vua Kiến Phúc, Thuần đỉnh đối diện với án thờ vua Đồng Khánh, Tuyên đỉnh đối diện với án thờ vua Khải Định, Dụ đỉnh đối diện với án thờ vua Hàm Nghi, Huyền đỉnh đối diện với án thờ vua Duy Tân.

### Đặc điểm hình thể
| Tên đỉnh                                                                    | Khối lượng (cân Việt Nam) | Khối lượng (kg) | Chiều cao toàn bộ (mét) | Chiều cao đến miệng (mét) | Chiều cao chân (mét) | Chiều cao quai | Chu vi thân bầu (mét) | Chu vi cổ (mét) | Chu vi miệng (mét) | Đường kính miệng (mét) | Chiều rộng quai (mét) |
| --------------------------------------------------------------------------- | ------------------------- | --------------- | ----------------------- | ------------------------- | -------------------- | -------------- | --------------------- | --------------- | ------------------ | ---------------------- | --------------------- |
| Cao đỉnh                                                                    | 4307 cân                  | 2601,4          | 2,5                     | 2,02                      | 1,05                 | 0,48           | 5,07                  | 3,01            | 4,275              | 1,38                   | 0,48                  |
| Nhân đỉnh                                                                   | 4160 cân                  | 2152,6          | 2,31                    | 1,84                      | 0,87                 | 0,42           | 5,04                  | 3,19            | 4,285              | 1,365                  | 0,56                  |
| Chương đỉnh                                                                 | 3472 cân                  | 2079            | 2,27                    | 1,86                      | 0,95                 | 0,41           | 5,035                 | 3,51            | 4,245              | 1,35                   | 0,5                   |
| Anh đỉnh                                                                    | 4261 cân                  | 2595,7          | 2,25                    | 1,83                      | 0,94                 | 0,42           | 5,055                 | 3,54            | 4,28               | 1,37                   | 0,51                  |
| Nghị đỉnh                                                                   | 4206 cân                  | 2595,7          | 2,31                    | 1,9                       | 0,89                 | 0,41           | 5,08                  | 3,53            | 4,28               | 1,37                   | 0,54                  |
| Thuần đỉnh                                                                  | 3229 cân                  | 1950,3          | 2,325                   | 1,9                       | 0,85                 | 0,425          | 5,047                 | 3,52            | 4,26               | 1,365                  | 0,51                  |
| Tuyên đỉnh                                                                  | 3421 cân                  | 2066,4          | 2,35                    | 1,91                      | 0,93                 | 0,54           | 5,06                  | 3,52            | 4,28               | 1,37                   | 0,61                  |
| Dụ đỉnh                                                                     | 3341 cân                  | 2017,9          | 2,337                   | 1,91                      | 0,96                 | 0,427          | 5,1                   | 3,61            | 4,325              | 1,38                   | 0,44                  |
| Huyền đỉnh                                                                  | 3200 cân                  | 1935            | 2,31                    | 1,9                       | 0,95                 | 0,41           | 5,05                  | 3,57            | 4,43               | 1,9                    |                       |
| Nguồn: Trang điện tử Huế - Xưa và Nay thuộc chính quyền tỉnh Thừa Thiên Huế |                           |                 |                         |                           |                      |                |                       |                 |                    |                        |                       |

## Họa tiết
Tháng 10 âm lịch năm 1835, khi ban chỉ dụ sai đúc Cửu Đỉnh, vua Minh Mạng cũng căn dặn bộ Công rằng:
| “           | Nay đúc đỉnh, khắc các hình tượng sông, núi và mọi vật cũng không cần phải khắc đủ cả, duy phải khắc rõ tên, hiệu và xứ sở để tiện nhận xét. Đó là cái ý người xưa vẽ hình mọi vật. | ” |
| — Minh Mạng | |   |

Tổng cộng có 153 tấm họa tiết chạm nổi tinh xảo trên bàu của tất cả chín chiếc đỉnh, mỗi đỉnh gồm 17 tấm, chia làm ba tầng, mỗi tầng có sáu hình xen kẽ với 6 mảng trống, trong đó tầng trên và tầng dưới bố trí lệch đi một khoảng so với tầng giữa. Mảng hình chính ở mặt trước thuộc tầng giữa được khắc tên đỉnh với lối chữ chân phương, từng nét mạch lạc, khối chữ vuông vức. Có thể thống kê các hình chạm nổi trên Cửu Đỉnh như sau:
| Thống kê hình chạm nổi trên Cửu Đỉnh triều Nguyễn | Thống kê hình chạm nổi trên Cửu Đỉnh triều Nguyễn | Thống kê hình chạm nổi trên Cửu Đỉnh triều Nguyễn | Thống kê hình chạm nổi trên Cửu Đỉnh triều Nguyễn       | Thống kê hình chạm nổi trên Cửu Đỉnh triều Nguyễn | Thống kê hình chạm nổi trên Cửu Đỉnh triều Nguyễn | Thống kê hình chạm nổi trên Cửu Đỉnh triều Nguyễn | Thống kê hình chạm nổi trên Cửu Đỉnh triều Nguyễn | Thống kê hình chạm nổi trên Cửu Đỉnh triều Nguyễn | Thống kê hình chạm nổi trên Cửu Đỉnh triều Nguyễn         |
| | Cao đỉnh                                          | Nhân đỉnh                                         | Chương đỉnh                                             | Anh đỉnh                                          | Nghị đỉnh                                         | Thuần đỉnh                                        | Tuyên đỉnh                                        | Dụ đỉnh                                           | Huyền đỉnh                                                |
| --- | ------------------------------------------------- | ------------------------------------------------- | ------------------------------------------------------- | ------------------------------------------------- | ------------------------------------------------- | ------------------------------------------------- | ------------------------------------------------- | ------------------------------------------------- | --------------------------------------------------------- |
| Tầng trên | Rồng (long)                                       | Ngô đồng (ngô đồng)                               | Hoa nhài (mạt lỵ hoa)                                   | Ve sầu (trách thiền)                              | Cây mai mơ (mai)                                  | Cây đào đất (xích ti đào)                         | Yến sào (yến oa)                                  | Ngành Thông (tùng)                                | Hoa Ngọc Lan (ngũ diệp lan)                               |
| Tầng trên | Trĩ (trĩ)                                         | Công (khổng tước)                                 | Gà trống (kê)                                           | Hạc (khôi hạc)                                    | Sâu dừa hay còn gọi là con đuông (hồ gia tử)      | Vàng anh (hoàng oanh)                             | Vẹt (anh vũ)                                      | Yểng còn gọi là chim nhồng (tần cát liễu)         | Chim ông già (thọ nhi điểu, hoặc thốc thu hoặc giang sen) |
| Tầng trên | Hoa tử vi (tử vi hoa)                             | Hoa sen (liên hoa, liên tử)                       | Kiệu (giới)                                             | Hoa hồng (mai khối hoa)                           | Hải đường (hải đường hoa)                         | Hoa quỳ (thục quỳ hoa)                            | Hoa sói trắng (trân châu hoa)                     | Dâm bụt (thuấn hoa hoặc mộc cận)                  | Cây bông (miên hoặc mộc khoáng)                           |
| Tầng trên | Hành (thông)                                      | Bòn bon (nam trân)                                | Đậu xanh (lục đậu)                                      | Nghệ (uất kim)                                    | Đậu ván (biển đậu)                                | Đậu tương (hoàng đậu)                             | Lạc (địa đậu)                                     | Đậu trắng (bạch đậu)                              | Sâm nam hay còn gọi là sâm ta (nam sâm)                   |
| Tầng trên | Lúa tẻ (canh)                                     | Lúa nếp (nhu)                                     | Cây mày cháy (đậu khấu)                                 | Cau (tân lang)                                    | Quế (quế)                                         | Hương nhu (hương nhu)                             | Bách (trắc bách)                                  | Trầu không (phù lưu)                              | Tỏi (toán)                                                |
| Tầng trên | Mít (ba la mật)                                   | Kỳ nam                                            | Xoài (yêm la)                                           | Tô hạp (tô hợp)                                   | Hoàng đàn (hoàng đàn)                             | Sa nhân                                           | Nhãn (long nhãn)                                  | Lê (đường lê)                                     | Vải (lệ chi)                                              |
| Tầng giữa | Cao đỉnh                                          | Nhân đỉnh                                         | Chương đỉnh                                             | Anh đỉnh                                          | Nghị đỉnh                                         | Thuần đỉnh                                        | Tuyên đỉnh                                        | Dụ đỉnh                                           | Huyền đỉnh                                                |
| Tầng giữa | Núi Thiên Tôn (Thiên Tôn sơn)                     | Núi Ngự Bình (Ngự Bình sơn)                       | Núi Kim Phụng (Thương sơn)                              | Núi Hồng Lĩnh (Hồng sơn)                          | Cửa quan Quảng Bình (Quảng Bình quan)             | Núi Tản Viên (Tản Viên sơn)                       | Núi Đại Lãnh (Đại Lĩnh sơn)                       | Cửa Hàn (Đà Nẵng hải khẩu)                        | Đèo Ngang (Hoành sơn)                                     |
| Tầng giữa | Sông Bến Nghé (Ngưu Chử giang)                    | Sông Hương (Hương giang)                          | Sông Gianh (Linh giang)                                 | Sông Lô (Lô hà)                                   | Sông Bạch Đằng (Bạch Đằng giang)                  | Sông Thạch Hãn (Thạch Hãn giang)                  | Sông Lam (Lam giang)                              | Sông Vệ (Vệ giang)                                | Sông Thao (Thao giang)                                    |
| Tầng giữa | Mặt Trời (nhật)                                   | Mặt Trăng (nguyệt)                                | Sao Thủy, Sao Kim, Sao Hỏa, Sao Mộc, Sao Thổ (ngũ tinh) | Sao Bắc Đẩu (Bắc Đẩu)                             | Sao Nam Đẩu (Nam Đẩu)                             | Gió (phong)                                       | Mây (vân)                                         | Sét (lôi)                                         | Mưa (vũ)                                                  |
| Tầng giữa | Kênh Vĩnh Tế (Vĩnh Tế hà)                         | Sông Phổ Lợi (Phổ Lợi hà)                         | Sông Lợi Nông (Lợi Nông hà)                             | Sông Mã (Mã giang)                                | Sông Cửu An (Cửu An hà)                           | Sông Vĩnh Định (Vĩnh Định hà)                     | Sông Hồng (Nhĩ hà)                                | Sông Vĩnh Điện (Vĩnh Điện hà)                     | Sông Tiền, Sông Hậu (Tiền giang, Hậu giang)               |
| Tầng giữa | Biển Đông (Đông hải)                              | Biển Nam (Nam hải)                                | Biển Tây (Tây hải)                                      | Ngân Hà (Ngân Hán)                                | Cửa Thuận An (Thuận An hải khẩu)                  | Cửa Cần Giờ (Cần Giờ hải khẩu)                    | Núi Duệ (Duệ sơn)                                 | Đèo Hải Vân (Hải Vân quan)                        | Cầu vồng (hồng)                                           |
| Tầng dưới | Lim (thiết mộc)                                   | Hẹ (cửu)                                          | Gỗ huống (thuận mộc)                                    | Kiền kiền (tử mộc)                                | Cải                                               | Sao (nam mộc)                                     | Gừng (khương)                                     | Tía tô (tử tô)                                    | Cây sơn ta (tất mộc)                                      |
| Tầng dưới | Trạnh (miết)                                      | Đồi mồi (đại mại)                                 | Rùa thiêng (linh quy)                                   | Trăn (nhiêm xà)                                   | Cá lục hoa (cá tràu?) (lục hoa ngư)               | Nghêu (bạng cáp)                                  | Rùa biển (ngoan)                                  | Cá đù vàng (thạch thủ ngư)                        | Cà cuống (quế đố)                                         |
| Tầng dưới | Hổ (hổ)                                           | Báo (báo)                                         | Tê giác (tê)                                            | Ngựa (mã)                                         | Voi (tượng)                                       | Bò tót (ly ngưu)                                  | Lợn (thỉ)                                         | Dê (dương)                                        | Con sơn mã (hươu?)                                        |
| Tầng dưới | Đại bác (đại pháo)                                | Pháo luân xa (luân xa pháo)                       | Súng kíp (điểu thương)                                  | Đạn bươm bướm (hồ điệp tử)                        | Giáo dài (trường thương)                          | Bài đao (bài đao)                                 | Nỏ (nỏ)                                           | Cái phạng (phác đao)                              | Ống phun lửa (hỏa phún đồng)                              |
| Tầng dưới | Thuyền nhiều dây (đa sách thuyền)                 | Thuyền lầu (lâu thuyền)                           | Thuyền mông đồng (mông đồng thuyền)                     | Cờ hiệu (kỳ)                                      | Thuyền đi biển (hải đạo thuyền)                   | Thuyền nhỏ (đỉnh)                                 | Lê thuyền (lê thuyền)                             | Ô thuyền (ô thuyền)                               | Xe (xa)                                                   |
| Tầng dưới | Trầm hương (trầm hương)                           | Cá voi (nhân ngư)                                 | Cá sấu (ngạc ngư)                                       | Dâu trắng hay còn gọi là dâu ta (tang)            | Uyên ương (uyên ương)                             | Cá rô (quá sơn ngư)                               | Sam (hậu)                                         | Sò huyết (khôi cáp)                               | Rắn lớn (mãng xà)                                         |
| Nguồn: Trang điện tử Huế - Xưa và Nay thuộc chính quyền tỉnh Thừa Thiên Huế. Có tham khảo bản dịch Đại Nam thực lục tập 5, sđd và bản dịch Đại Nam nhất thống chí tập 1, sđd. |                                                   |                                                   |                                                         |                                                   |                                                   |                                                   |                                                   |                                                   |                                                           |

Có thể thấy, các hình chạm nổi trên Cửu Đỉnh được sắp xếp theo trật tự trang trí chặt chẽ. Nhìn chung tầng giữa tập trung những hình quan trọng nhất: lấy tên đỉnh làm nội dung trang trí chính, đối lại phía sau là các mô hình thể hiện vũ trụ như các tinh cầu hay các biểu tượng thiên nhiên mạnh mẽ và thần bí, hai bên trên đỉnh là hình các núi cao hùng vĩ, trập trùng và đối lại bên kia là biển cả mênh mông hay cửa sông rộng mở, rồi tiếp theo cả hai bên là những con sông lớn của Việt Nam.
Tầng trên và tầng dưới không có hình ở hai phía trước và sau, mà dàn sang hai bên nhưng vẫn mang tính đăng đối. Ở tầng trên, thứ tự từ trước ra sau là những cây to quý (riêng ở Cao đỉnh thay bằng hình rồng, ở Anh đỉnh là ve sầu và ở Tuyên đỉnh là tổ yến) đối xứng với những cây ăn quả lưu niên. Tiếp theo là hình những con chim đẹp, quý hiếm (riêng ở Nghị đỉnh thay bằng hình con sâu dừa) đối xứng với cây lương thực. Cuối cùng là những loài hoa đăng đối với ngũ cốc.
Tầng dưới đăng đối hai nửa từ trước ra sau là cặp đôi gồm những cây gỗ lớn và cây gia vị với loài thủy hải sản và cây quý (riêng ở Nghị đỉnh thay bằng cặp chim uyên ương). Tiếp đến là những loài hải vật nhỏ đăng đối với thuyền bè, xe cộ (riêng ở Anh đỉnh thay bằng lá cờ). Sau cùng là các linh thú đăng đối với các kiểu vũ khí chiến trận.

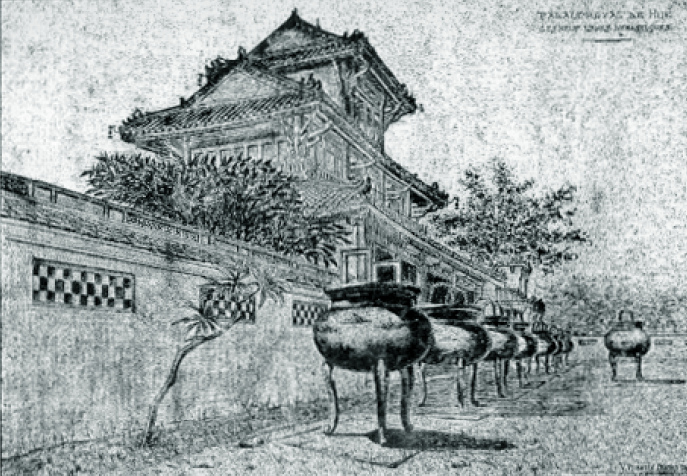
Hiển Lâm các và Cửu Đỉnh triều Nguyễn trước sân Thế Miếu (tranh của BAVH 1914)

Nghệ nhân khi thể hiện hình chạm trên Cửu đỉnh đã không phụ thuộc vào trạng thái tự nhiên của vật thể, cũng như tỷ lệ kích thước của chúng, mà họ sáng tạo bằng sự sắp xếp lại cho vừa một mảng diện tích tương đương nhau trên bàu của đỉnh. Vì thế có những vật thể thu nhỏ nhiều, nhưng lại có những vật thể thu lại không đáng kể; có hình rất khái quát, nhưng lại có hình khá chi tiết, hình nào cũng được nhìn rất động với những chi tiết đặc thù. Có thể xem 153 hình chạm khắc trên Cửu Đỉnh như một bộ "Dư địa chí," bộ bách khoa thư về nước Việt Nam đầu thế kỷ XIX bằng phương pháp tạo hình; tuy không đầy đủ nhưng điển hình, đúng như yêu cầu của vua Minh Mạng: "Nay đúc đỉnh, khắc các hình tượng sông, núi và mọi vật cũng không cần phải khắc đủ cả, duy phải khắc rõ tên, hiệu và xứ sở để tiện nhận xét".

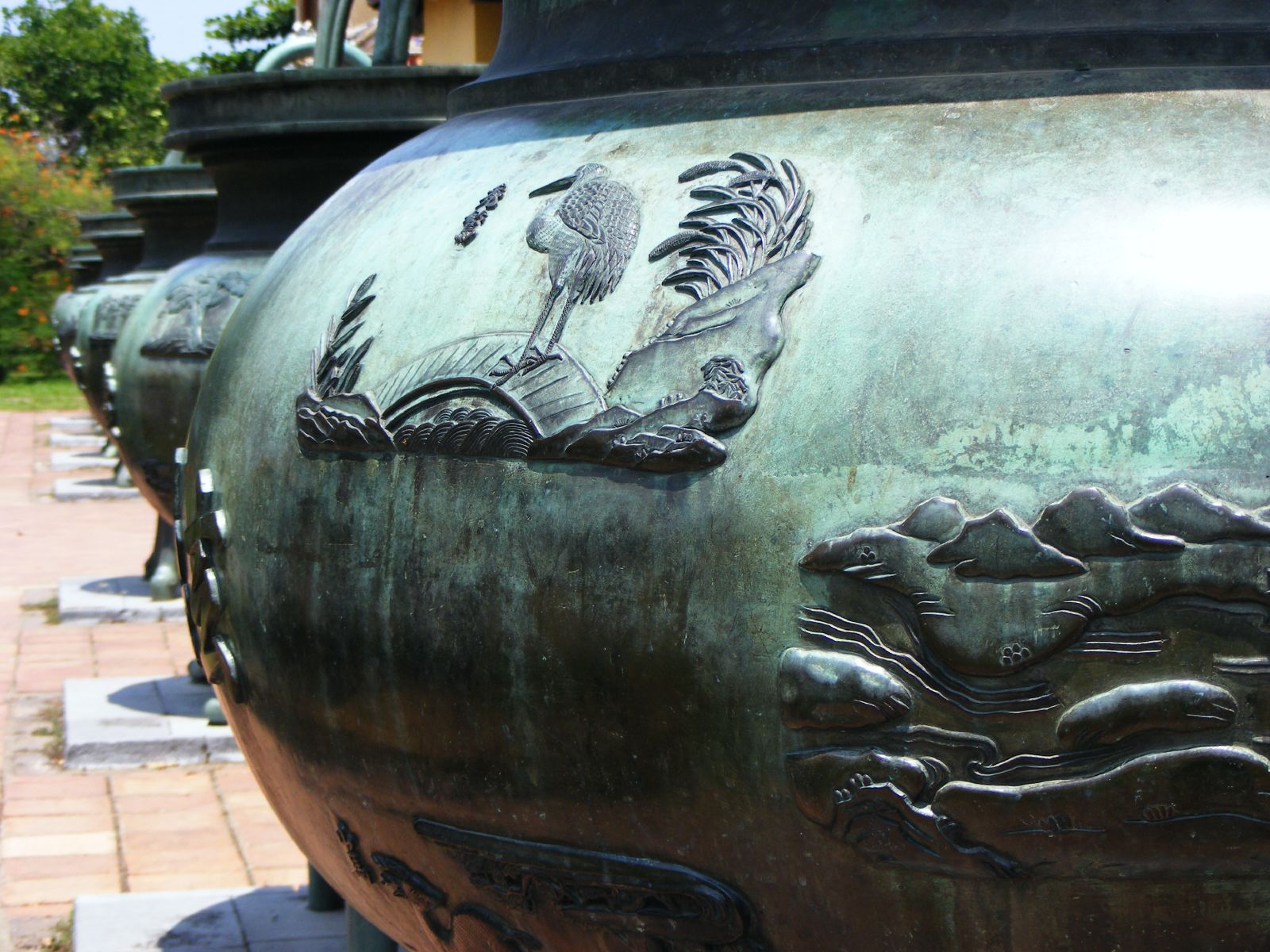
Họa tiết chim hạc trên Anh đỉnh

## Ý nghĩa và giá trị

### Ý nghĩa
Với chức năng là trọng khí đặt ở trước sân tông miếu của Nhà Nguyễn, là báu vật tượng trưng cho đế nghiệp muôn năm vững bền của triều Nguyễn, tên gọi của mỗi đỉnh đang mang hàm ý của Minh Mạng: là thụy hiệu của các vua triều Nguyễn. Chẳng hạn như Cao đỉnh chính là thụy hiệu của vua Gia Long, Nhân đỉnh là thụy hiệu của chính vua Minh Mạng, Chương đỉnh là thụy hiệu của vua Thiệu Trị, Anh đỉnh là thụy hiệu của vua Tự Đức, Nghị đỉnh là thụy hiệu vua Kiến Phúc, Thuần đình là thụy hiệu của vua Đồng Khánh, Tuyên đỉnh là thụy hiệu của vua Khải Định. Tất nhiên các vua Dục Đức, Hiệp Hòa bị Tôn Thất Thuyết phế truất và giết chết; vua Hàm Nghi lãnh đạo phong trào Cần Vương chống Pháp; hai cha con vua Thành Thái, Duy Tân bị người Pháp phế truất và lưu đày; vua Bảo Đại thoái vị...đều không được đặt tên miếu hiệu và thụy hiệu. Do đó, tên của Dụ đỉnh và Huyền đỉnh không trở thành thụy hiệu của bất kì vị vua nào triều Nguyễn.
Cửu Đỉnh gắn liền với con số 9, một con số thiêng liêng theo quan niệm phương Đông, tượng trưng cho Trời, cho sự hoàn thiện tuyệt đối, cho quyền uy và sức mạnh của người đứng đầu thiên hạ. Dễ hiểu tại sao số 9 là tư tưởng chủ đạo vua Minh Mạng trong việc đúc Cửu Đỉnh cho triều đại mình: tất cả các loại cảnh vật đều được chọn lọc và sắp xếp theo số 9. 9 vì tinh tú và hiện tượng thiên nhiên trong vũ trụ là Mặt Trời, Mặt Trăng, Gió, Sét, Mây, Mưa, Ngũ tinh, Bắc Đẩu, Nam Đẩu; 9 ngọn núi lớn là Thiên Tôn, Ngự Bình, Thương Sơn, Hồng Lĩnh, Tản Viên, Duệ Sơn, Đại Lãnh, Hải Vân, Đèo Ngang; 9 sông lớn là Bến Nghé, sông Hương, sông Gianh, sông Mã, sông Lô, Bạch Đằng, Thạch Hãn, sông Lam, sông Hồng; chín con sông đào và sông khác là kênh Vĩnh Tế, sông Vĩnh Điện, sông Lợi Nông, sông Vệ, sông Phổ Lợi, sông Thao, sông Cửu An, sông Ngân Hà. Rồi 9 loài chim, 9 loài cây lương thực, chín loại rau củ, 9 loài hoa, chín loại cây lấy quả, chín loại dược liệu quý, chín loại cây thân gỗ, chín loại vũ khí chiến trận, chín loại thuyền bè, xe cộ, cờ. Tất cả những số 9 ấy hòa quyện với nhau tạo nên một bức tranh thiên nhiên sông núi đất trời Việt Nam hoành tráng.

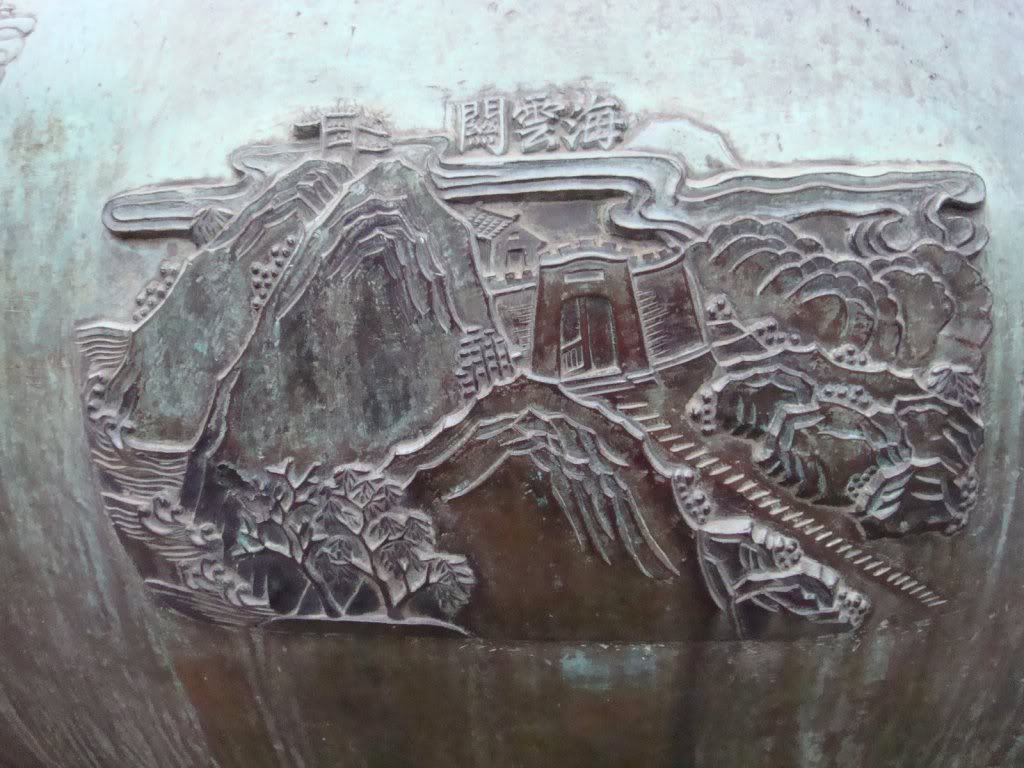
Họa tiết Hải Vân quan chạm nổi trên Dụ đỉnh

Con số 9 cũng kết thúc một vòng lịch đại đầy đủ, tương ứng với cửu tộc. Khởi đầu từ CAO tức thế hệ khai sáng và kết thúc ở HUYỀN là thế hệ sau cùng, khép kín một chu kỳ để đi vào cõi vĩnh hằng. Từ CAO đến HUYỀN trong hệ thống thế thứ lịch đại, mỗi thế hệ tượng trưng cho một đức tính tốt: CAO, tức người khởi dựng, tượng trưng cho sự vĩ đại, NHÂN là lòng tốt, tượng trưng đức, CHƯƠNG là sự gương mẫu, là ánh sáng, ANH là tài giỏi vinh hạnh, hiển đạt, NGHỊ là ý chí kiên cường, cương nghị, THUẦN là sự hoàn thiện, phong phú, TUYÊN là sự hài hòa, tinh thông, DỤ là nền tảng sự thịnh vượng và HUYỀN ứng với nơi sâu thẳm.
Chính vì thế, con số 9 ở đây là số nhiều, đầy đủ nhất đến mức hoàn tất, để rồi sang con số 10 sẽ trở lại từ đầu theo một chu kỳ mới. Qua đó, Minh Mạng thể hiện ước muốn trường tồn của quốc gia Đại Nam và uy quyền của triều Nguyễn mãi vững bền đến nhiều đời con cháu ông sau này. Nhưng chỉ đến đời Bảo Đại - người cháu 6 đời của Minh Mạng, Nhà Nguyễn đã chính thức sụp đổ, kéo theo sự cáo chung của nền quân chủ Việt Nam.

### Giá trị
Cửu Đỉnh có thể coi là một cuộc triển lãm những tác phẩm mỹ thuật rất tinh tế của những nghệ nhân tài hoa, là biểu tượng cho sự giàu đẹp, thống nhất của đất nước Đại Nam và ước mơ triều đại mãi vững bền, hùng mạnh. Tất cả 162 mảng hình trên Cửu Đỉnh là 162 bức chạm độc lập, hoàn chỉnh, là sự kết hợp điêu luyện giữa nghệ thuật đúc và chạm nổi đồ đồng của Việt Nam, giữa văn hoá dân gian và văn hoá bác học, là bách khoa thư về thiên nhiên, cuộc sống con người Việt Nam hồi nửa đầu thế kỷ XIX. Cửu Đỉnh là di sản văn hóa quý hiếm, có giá trị nhiều mặt của văn hóa Huế nói riêng, Việt Nam nói chung.

## Chú giải và thư mục

### Chú giải
1. 1 2 3 4 5  ""Đất nước Việt Nam qua Cửu Đỉnh Huế", cuốn sách công phu và cuốn hút. Truy cập ngày 16 tháng 5 năm 2011".
2. ↑  Viện Nghiên cứu Hán Nôm 2004, tr. 652
3. 1 2  Quốc sử quán triều Nguyễn 2007, tr. 795-796
4. 1 2 3 4 5 6 7 8 9 10 11 12 13 14 15 16 17 18  "Cửu Đỉnh Huế-kĩ thuật và nhận thức".[liên kết hỏng]
5. 1 2 3 4 5  "Cửu Đỉnh Huế-Tượng đài văn hóa Việt. Truy cập ngày 27 tháng 10 năm 2010".
6. ↑  Quốc sử quán triều Nguyễn 2007, tr. 938
7. ↑  Quốc sử quán triều Nguyễn 2007, tr. 21
8. ↑  Theo thế thứ dòng họ, từ cao cao tổ (kị) đến viễn tôn (chút) gồm chín đời, gọi là cửu tộc